# Marigot (ort i Haiti, Sud-Est, lat 18,23, long -72,31)
Marigot är en ort i Haiti.   Den ligger i departementet Sud-Est, i den södra delen av landet, 30 km söder om huvudstaden Port-au-Prince. Marigot ligger 15 meter över havet och antalet invånare är 1 698.
Terrängen runt Marigot är kuperad åt nordväst, men åt nordost är den bergig. Havet är nära Marigot åt sydväst.  Marigot är det största samhället i trakten. 